# De Wand
De Wand is een Brusselse tram- en bushalte van de MIVB op de grens van Laken en Neder-Over-Heembeek, twee deelgemeenten van Brussel-stad. De halte bevindt zich bij het begin van de A12, op het kruispunt van die A12 met (onder andere) de Van Praetlaan, Vuurkruisenlaan, Koninklijk Parklaan, Mutsaardlaan en De Wandstraat, waar hij naar genoemd is. De halte bedient het Park van Laken, de wijk Mutsaard en de musea van het Verre Oosten.

## Indeling

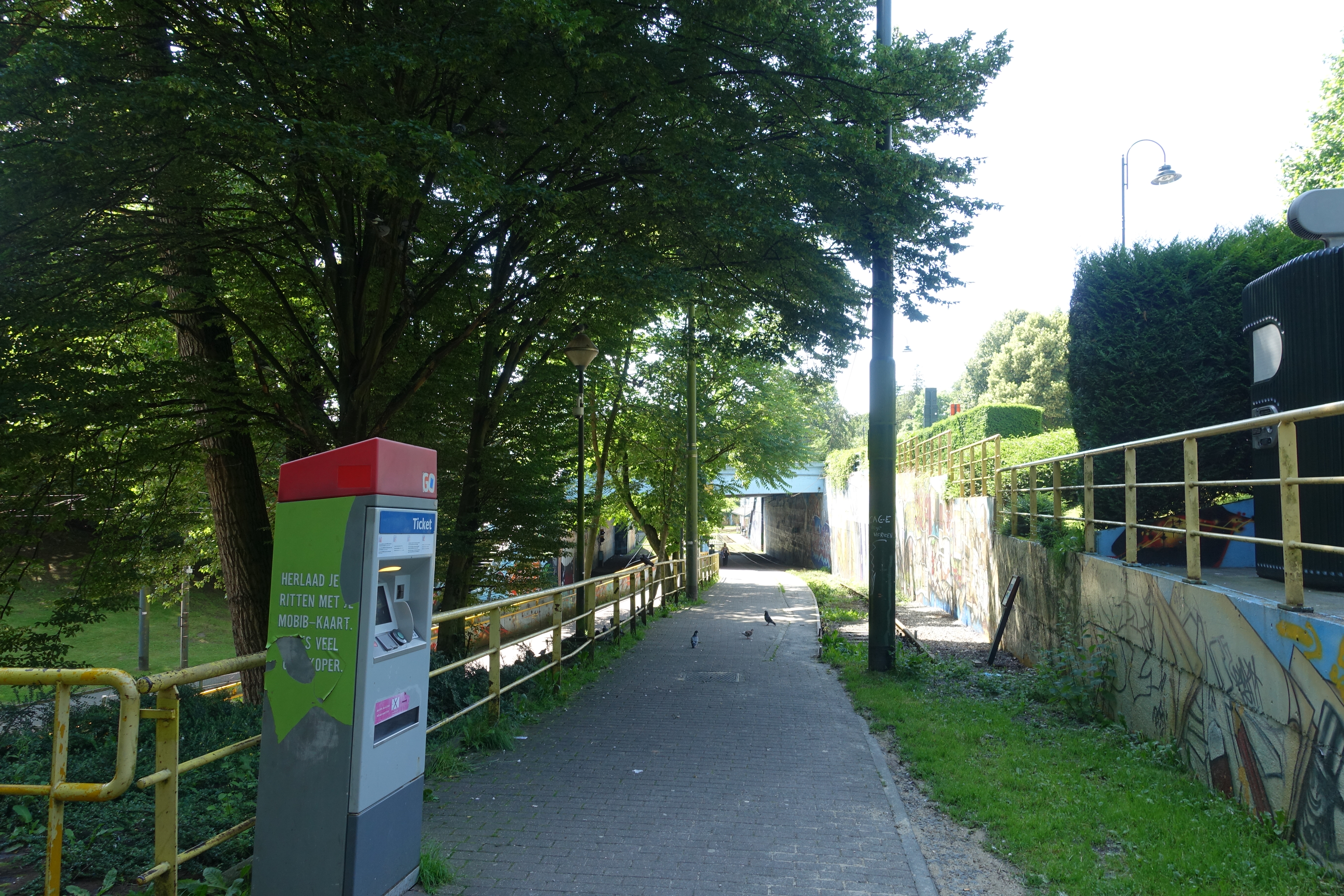
Noordoostelijke toegang tot de tramhalte met oude ongebruikte oprit van de buurtspoorwegen (2016)

Vanaf halte De Wand vertrekt een tunnel naar halte Eeuwfeest onder het Park van Laken door, oorspronkelijk aangelegd voor de buurtspoorwegen. Het keerspoor, dat thans gebruikt wordt door tramlijn 19, ligt op de vroegere oprit van de buurtspoorweglijn vanuit de tunnel naar de De Wandstraat (richting Strombeek).
De tramhalte, met vier perrons, ligt een niveau lager dan de weg. Twee perrons worden gebruikt door tramlijn 19, die De Wand als begin-/eindhalte heeft. Direct na de halte (aan de westelijke zijde) splitsen de tramsporen zich en gaan tramlijn 7 en 19 een korte tunnel in. Op de begane grond bevindt zich de bushalte van MIVB-buslijn 53 en 83, en De Lijn-buslijnen R30 en R31.

## Tramlijnen
|  | 7 - Heizel - Vanderkindere |
|  | 19 - Simonis - De Wand     |

## Buslijnen
|  | 53 - Westland Shopping - Militair Hospitaal                      |
|  | 83 - Mariëndaal - Sint-Agatha-Berchem                            |
|  | R30 - Brussel-Noord - Strombeek - Grimbergen - Humbeek (De Lijn) |
|  | R31 - Brussel-Noord - Strombeek - Grimbergen (De Lijn)           |

## P laatsen en straten in de omgeving
- De Van Praetlaan, Vuurkruisenlaan, Koninklijk Parklaan, Mutsaardlaan, De Wandstraat, Pagodenlaan, Meiseselaan en Rode Kruislaan;
- Het Park van Laken (met het koninklijke domein), Chinees Paviljoen en de Japanse Toren;
- Het Amerikaans Theater.

Heizel · 
Sint-Lambertus · 
De Wand · 
Araucaria · 
Braambosjes · 
Heembeek · 
Van Praet · 
Docks Bruxsel · 
Prinses Elisabeth · 
Demolder · 
Paul Brien-ziekenhuis · 
Louis Bertrand · 
Heliotropen · 
Chazal · 
Leopold III · 
Meiser · 
Diamant · 
Georges Henri · 
Montgomery · 
Boileau · 
Pétillon · 
Arsenaal · 
VUB · 
Etterbeek Station · 
Roffiaen · 
Buyl · 
Ter Kameren-Ster · 
Legrand · 
Bascule · 
Longchamp · 
Gossart · 
Cavell · 
Churchill · 
Vanderkindere